# 伯克利空间科学实验室
伯克利空间科学实验室（Space Sciences Laboratory），简称SSL，隶属于美国加州大学伯克利分校，是世界著名的空间科学研究机构，是世界搜索外星人计划SETI@Home的总部。
伯克利空间科学实验室正式成立于1959年，由加州大学伯克利分校教授、“氢弹之父”爱德华·泰勒等人主持建立，位于美国加州大学伯克利分校后山（Berkeley Hills），紧邻美国国家数学科学研究所（MSRI）、俯瞰旧金山湾。

## 历史
1958年，加州大学伯克利分校的一个教授委员会提议建立空间科学实验室（Space Sciences Laboratory），以促进空间科学以及相关项目的研究；该委员会的主席是加州大学伯克利分校教授、“氢弹之父”爱德华·泰勒。1959年，伯克利校方批准了实验室的建立 。实验室于1960年1月正式运行，最初在伯克利校园内，后主场所搬迁到伯克利校园后山（Berkeley Hills），首任主任是Samuel Silver 教授 。

## 运行管理
伯克利空间科学实验室是加州大学伯克利分校的一个研究机构，由伯克利教授和研究人员负责管理运行，并向加州大学伯克利分校主管研究的副校长直接汇报运行情况。
截止2019年，伯克利空间科学实验室拥有超过200余名雇员，包括教授、学生、工程师以及其他工作人员等等 。

## 研究项目
截止2018年，伯克利空间科学实验室实验室共参与了超过50个NASA的研究项目，包括著名的登月计划阿波罗计划（Apollo），并参与研发了大量空间科学仪器和技术 。
实验室现研究项目包括世界搜索外星人计划SETI@Home，以及大量太空卫星計畫，包括：遠紫外分光探測器、磁層頂極光全球探測器、星系演化探測器、ISUAL (Imager for Sprites and Upper Atmospheric Lightning)、Polar、Geotail、尤利西斯號、太陽和太陽圈探測器、火星全球探勘者號等。
空间科学实验室同时负责研发或部分研发了拉馬第高能太陽光譜成像探測器、極光快照探測器以及星際熱電漿體光譜衛星。